# Banglades vasúti közlekedése
Banglades vasúthálózatának hossza 2768 km, amelyből 1822 km 1000 mm, 946 km pedig 1676 mm nyomtávú. A vasúthálózatot a Bangladesh Railways üzemelteti.

## Vasúti kapcsolata más országokkal
- India - van
- Mianmar - nincs